# 第264步兵師 (德國國防軍)
德國國防軍陸軍第264步兵師（德語：264. Infanterie-Division）是納粹德國國防軍陸軍的一個步兵師。該師於1943年5月組建。
該師組建後，於1943年10月調往克羅地亞，進行反遊擊作戰。
該師於1944年12月克寧戰役期間被殲，1945年1月在丹麥重建。
該師最後於1945年5月在吕贝克附近向英軍投降。

## 註腳
1. ↑  Mitcham（2007年）